# Női röplabdatorna a 2012. évi nyári olimpiai játékokon
A 2012. évi nyári olimpiai játékokon a női röplabdatornát július 28. és augusztus 11. között rendezték. A tornán 12 nemzet csapata vett részt. A tornát a címvédő brazil válogatott nyerte meg, amely története során másodszor lett olimpiai bajnok.

## Résztvevők
| Kvalifikáció módja                     | Dátum                     | Helyszín             | Kvóta | Nemzet                                                  |
| -------------------------------------- | ------------------------- | -------------------- | ----- | ------------------------------------------------------- |
| Rendező                                | —                         | —                    | 1     | Nagy-Britannia (GBR)                                    |
| 2011-es női röplabda-világkupa         | 2011. november 4–18.      | Japán                | 3     | Olaszország (ITA) · Egyesült Államok (USA) · Kína (CHN) |
| Afrikai olimpiai selejtezőtorna        | 2012. február 2–4.        | Blida, Algéria       | 1     | Algéria (ALG)                                           |
| Észak-amerikai olimpiai selejtezőtorna | 2012. április 29–május 5. | Tijuana, Mexikó      | 1     | Dominikai Köztársaság (DOM)                             |
| Európai olimpiai selejtezőtorna        | 2012. május 1–6.          | Ankara, Törökország  | 1     | Törökország (TUR)                                       |
| Dél-amerikai olimpiai selejtezőtorna   | 2012. május 9–13.         | São Carlos, Brazília | 1     | Brazília (BRA)                                          |
| Olimpiai selejtezőtorna                | 2012. május 19–27.        | Tokió, Japán         | 3     | Oroszország (RUS) · Dél-Korea (KOR) · Szerbia (SRB)     |
| Ázsiai olimpiai selejtezőtorna         | 2012. május 19–27.        | Tokió, Japán         | 1     | Japán (JPN)                                             |
| Összesen                               | Összesen                  | Összesen             | 12    |                                                         |

## Eredmények
A csapatok két darab hatcsapatos csoportot alkotnak, amelyekben a csapatok körmérkőzéseket játszottak. A csoportokból az első négy helyezett jutott tovább a negyeddöntőbe, ahonnan egyenes kieséses rendszerben folytatódott a torna.
Az időpontok helyi idő szerint vannak feltüntetve.

### Csoportkör
| Színmagyarázat                                              |
| ----------------------------------------------------------- |
| A csoportok első négy helyezettje bejutott a negyeddöntőbe. |
| A csoportok ötödik és hatodik helyezettjei kiestek.         |

#### A csoport
|                             |      | Mérkőzések | Mérkőzések | Szettek | Szettek | Szettek | Pontok | Pontok | Pontok |
| Csapat                      | Pont | Gy         | V          | Sz+     | Sz–     | SzA     | P+     | P–     | PA     |
| --------------------------- | ---- | ---------- | ---------- | ------- | ------- | ------- | ------ | ------ | ------ |
| Oroszország (RUS)           | 14   | 5          | 0          | 15      | 4       | 3,750   | 459    | 352    | 1,304  |
| Olaszország (ITA)           | 13   | 4          | 1          | 14      | 5       | 2,800   | 442    | 368    | 1,201  |
| Japán (JPN)                 | 9    | 3          | 2          | 11      | 6       | 1,833   | 401    | 335    | 1,197  |
| Dominikai Köztársaság (DOM) | 6    | 2          | 3          | 8       | 9       | 0,889   | 374    | 362    | 1,033  |
| Nagy-Britannia (GBR)        | 2    | 1          | 4          | 3       | 14      | 0,214   | 295    | 396    | 0,745  |
| Algéria (ALG)               | 1    | 0          | 5          | 2       | 15      | 0,133   | 252    | 410    | 0,615  |

| 2012. július 28. 9:30 (10:30) | Algéria (ALG)                    | 0–3 | Japán (JPN) | Earls Court Exhibition Centre, London Nézőszám: 13 000 Játékvezető: Karin Zahorcova (CZE), Jose Mercado (PUR) |
| 2012. július 28. 9:30 (10:30) | (15–25, 14–25, 7–25) Jegyzőkönyv |     |             | Earls Court Exhibition Centre, London Nézőszám: 13 000 Játékvezető: Karin Zahorcova (CZE), Jose Mercado (PUR) |

| 2012. július 28. 14:45 (15:45) | Nagy-Britannia (GBR)              | 0–3 | Oroszország (RUS) | Earls Court Exhibition Centre, London Nézőszám: 15 000 Játékvezető: Patricia Salvatore (USA), Rogerio Espicalski (BRA) |
| 2012. július 28. 14:45 (15:45) | (19–25, 10–25, 16–25) Jegyzőkönyv |     |                   | Earls Court Exhibition Centre, London Nézőszám: 15 000 Játékvezető: Patricia Salvatore (USA), Rogerio Espicalski (BRA) |

| 2012. július 28. 16:45 (17:45) | Olaszország (ITA)                        | 3–1 | Dominikai Köztársaság (DOM) | Earls Court Exhibition Centre, London Nézőszám: 14 000 Játékvezető: Zorica Bjelić (SRB), Rolando Cholakian (ARG) |
| 2012. július 28. 16:45 (17:45) | (25–17, 23–25, 25–19, 25–15) Jegyzőkönyv |     |                             | Earls Court Exhibition Centre, London Nézőszám: 14 000 Játékvezető: Zorica Bjelić (SRB), Rolando Cholakian (ARG) |

| 2012. július 30. 14:45 (15:45) | Dominikai Köztársaság (DOM)              | 1–3 | Oroszország (RUS) | Earls Court Exhibition Centre, London Nézőszám: 14 800 Játékvezető: Rogerio Espicalsky (BRA), Karin Zahorcova (CZE) |
| 2012. július 30. 14:45 (15:45) | (23–25, 15–25, 26–24, 22–25) Jegyzőkönyv |     |                   | Earls Court Exhibition Centre, London Nézőszám: 14 800 Játékvezető: Rogerio Espicalsky (BRA), Karin Zahorcova (CZE) |

| 2012. július 30. 20:00 (21:00) | Olaszország (ITA)                        | 3–1 | Japán (JPN) | Earls Court Exhibition Centre, London Nézőszám: 13 000 Játékvezető: Jose Mercado (PUR), Patricia Salvatore (USA) |
| 2012. július 30. 20:00 (21:00) | (25–22, 25–21, 20–25, 25–22) Jegyzőkönyv |     |             | Earls Court Exhibition Centre, London Nézőszám: 13 000 Játékvezető: Jose Mercado (PUR), Patricia Salvatore (USA) |

| 2012. július 30. 22:00 (23:00) | Nagy-Britannia (GBR)                           | 3–2 | Algéria (ALG) | Earls Court Exhibition Centre, London Nézőszám: 14 000 Játékvezető: Mitchell Davidson (CAN), Janpen Jirakakul (THA) |
| 2012. július 30. 22:00 (23:00) | (22–25, 25–19, 23–25, 25–19, 15–8) Jegyzőkönyv |     |               | Earls Court Exhibition Centre, London Nézőszám: 14 000 Játékvezető: Mitchell Davidson (CAN), Janpen Jirakakul (THA) |

| 2012. augusztus 1. 9:30 (10:30) | Dominikai Köztársaság (DOM)       | 0–3 | Japán (JPN) | Earls Court Exhibition Centre, London Nézőszám: 9000 Játékvezető: Karin Zahorcova (CZE), Georgios Karampetsos (GRE) |
| 2012. augusztus 1. 9:30 (10:30) | (20–25, 19–25, 23–25) Jegyzőkönyv |     |             | Earls Court Exhibition Centre, London Nézőszám: 9000 Játékvezető: Karin Zahorcova (CZE), Georgios Karampetsos (GRE) |

| 2012. augusztus 1. 11:30 (12:30) | Algéria (ALG)                    | 0–3 | Oroszország (RUS) | Earls Court Exhibition Centre, London Nézőszám: 9000 Játékvezető: Janpen Jirakakul (THA), Brian McDougall (GBR) |
| 2012. augusztus 1. 11:30 (12:30) | (7–25, 14–25, 15–25) Jegyzőkönyv |     |                   | Earls Court Exhibition Centre, London Nézőszám: 9000 Játékvezető: Janpen Jirakakul (THA), Brian McDougall (GBR) |

| 2012. augusztus 1. 16:45 (17:45) | Nagy-Britannia (GBR)              | 0–3 | Olaszország (ITA) | Earls Court Exhibition Centre, London Nézőszám: 11 800 Játékvezető: Zorica Bjelić (SRB), Denny Lassi (DOM) |
| 2012. augusztus 1. 16:45 (17:45) | (25–27, 12–25, 12–25) Jegyzőkönyv |     |                   | Earls Court Exhibition Centre, London Nézőszám: 11 800 Játékvezető: Zorica Bjelić (SRB), Denny Lassi (DOM) |

| 2012. augusztus 3. 11:30 (12:30) | Japán (JPN)                              | 1–3 | Oroszország (RUS) | Earls Court Exhibition Centre, London Nézőszám: 10 000 Játékvezető: Jose Mercado (PUR), Zorica Bjelić (SRB) |
| 2012. augusztus 3. 11:30 (12:30) | (25–27, 17–25, 25–20, 19–25) Jegyzőkönyv |     |                   | Earls Court Exhibition Centre, London Nézőszám: 10 000 Játékvezető: Jose Mercado (PUR), Zorica Bjelić (SRB) |

| 2012. augusztus 3. 16:45 (17:45) | Nagy-Britannia (GBR)             | 0–3 | Dominikai Köztársaság (DOM) | Earls Court Exhibition Centre, London Nézőszám: 14 000 Játékvezető: Mohamad Shaaban (EGY), Janpen Jirakakul (THA) |
| 2012. augusztus 3. 16:45 (17:45) | (9–25, 18–25, 19–25) Jegyzőkönyv |     |                             | Earls Court Exhibition Centre, London Nézőszám: 14 000 Játékvezető: Mohamad Shaaban (EGY), Janpen Jirakakul (THA) |

| 2012. augusztus 3. 22:00 (23:00) | Algéria (ALG)                     | 0–3 | Olaszország (ITA) | Earls Court Exhibition Centre, London Nézőszám: 11 000 Játékvezető: Patricia Salvatore (USA), Wang Ning (CHN) |
| 2012. augusztus 3. 22:00 (23:00) | (11–25, 12–25, 17–25) Jegyzőkönyv |     |                   | Earls Court Exhibition Centre, London Nézőszám: 11 000 Játékvezető: Patricia Salvatore (USA), Wang Ning (CHN) |

| 2012. augusztus 5. 9:30 (10:30) | Algéria (ALG)                     | 0–3 | Dominikai Köztársaság (DOM) | Earls Court Exhibition Centre, London Nézőszám: 11 000 Játékvezető: Patricia Salvatore (USA), Brian McDougall (GBR) |
| 2012. augusztus 5. 9:30 (10:30) | (15–25, 16–25, 13–25) Jegyzőkönyv |     |                             | Earls Court Exhibition Centre, London Nézőszám: 11 000 Játékvezető: Patricia Salvatore (USA), Brian McDougall (GBR) |

| 2012. augusztus 5. 14:45 (15:45) | Nagy-Britannia (GBR)              | 0–3 | Japán (JPN) | Earls Court Exhibition Centre, London Nézőszám: 14 000 Játékvezető: Michael Davidson (CAN), Mohamed Shaaban (EGY) |
| 2012. augusztus 5. 14:45 (15:45) | (19–25, 14–25, 12–25) Jegyzőkönyv |     |             | Earls Court Exhibition Centre, London Nézőszám: 14 000 Játékvezető: Michael Davidson (CAN), Mohamed Shaaban (EGY) |

| 2012. augusztus 5. 16:45 (17:45) | Olaszország (ITA)                               | 2–3 | Oroszország (RUS) | Earls Court Exhibition Centre, London Nézőszám: 10 000 Játékvezető: Zorica Bjelić (SRB), Vang Ning (CHN) |
| 2012. augusztus 5. 16:45 (17:45) | (28–26, 19–25, 25–22, 16–25, 11–15) Jegyzőkönyv |     |                   | Earls Court Exhibition Centre, London Nézőszám: 10 000 Játékvezető: Zorica Bjelić (SRB), Vang Ning (CHN) |

#### B csoport
|                        |      | Mérkőzések | Mérkőzések | Szettek | Szettek | Szettek | Pontok | Pontok | Pontok |
| Csapat                 | Pont | Gy         | V          | Sz+     | Sz–     | SzA     | P+     | P–     | PA     |
| ---------------------- | ---- | ---------- | ---------- | ------- | ------- | ------- | ------ | ------ | ------ |
| Egyesült Államok (USA) | 15   | 5          | 0          | 12      | 2       | 6,000   | 349    | 285    | 1,225  |
| Kína (CHN)             | 9    | 3          | 2          | 11      | 10      | 1,100   | 363    | 356    | 1,020  |
| Dél-Korea (KOR)        | 8    | 2          | 3          | 11      | 10      | 1,100   | 344    | 340    | 1,012  |
| Brazília (BRA)         | 7    | 3          | 2          | 10      | 10      | 1,000   | 447    | 420    | 1,064  |
| Törökország (TUR)      | 6    | 2          | 3          | 9       | 8       | 1,125   | 374    | 366    | 1,022  |
| Szerbia (SRB)          | 0    | 0          | 5          | 2       | 15      | 0,133   | 297    | 407    | 0,730  |

| 2012. július 28. 11:30 (12:30) | Kína (CHN)                               | 3–1 | Szerbia (SRB) | Earls Court Exhibition Centre, London Nézőszám: 13 000 Játékvezető: Susana Rodriguez (ESP), Ibrahim Al-Naama (QAT) |
| 2012. július 28. 11:30 (12:30) | (16–25, 25–18, 25–13, 25–12) Jegyzőkönyv |     |               | Earls Court Exhibition Centre, London Nézőszám: 13 000 Játékvezető: Susana Rodriguez (ESP), Ibrahim Al-Naama (QAT) |

| 2012. július 28. 20:00 (21:00) | Egyesült Államok (USA)                   | 3–1 | Dél-Korea (KOR) | Earls Court Exhibition Centre, London Játékvezető: Janpen Jirakakul (THA), Georgios Karampetsos (GRE) |
| 2012. július 28. 20:00 (21:00) | (25–19, 25–17, 20–25, 25–21) Jegyzőkönyv |     |                 | Earls Court Exhibition Centre, London Játékvezető: Janpen Jirakakul (THA), Georgios Karampetsos (GRE) |

| 2012. július 28. 22:00 (23:00) | Brazília (BRA)                                  | 3–2 | Törökország (TUR) | Earls Court Exhibition Centre, London Játékvezető: Andrej Zenovics (RUS), Mitchell Davidson (CAN) |
| 2012. július 28. 22:00 (23:00) | (25–18, 23–25, 25–19, 25–27, 15–12) Jegyzőkönyv |     |                   | Earls Court Exhibition Centre, London Játékvezető: Andrej Zenovics (RUS), Mitchell Davidson (CAN) |

| 2012. július 30. 9:30 (10:30) | Kína (CHN)                               | 3–1 | Törökország (TUR) | Earls Court Exhibition Centre, London Nézőszám: 10 500 Játékvezető: Frans Loderus (NED), Mohamed Shaaban (EGY) |
| 2012. július 30. 9:30 (10:30) | (25–20, 25–20, 29–31, 25–22) Jegyzőkönyv |     |                   | Earls Court Exhibition Centre, London Nézőszám: 10 500 Játékvezető: Frans Loderus (NED), Mohamed Shaaban (EGY) |

| 2012. július 30. 11:30 (12:30) | Szerbia (SRB)                            | 1–3 | Dél-Korea (KOR) | Earls Court Exhibition Centre, London Nézőszám: 7500 Játékvezető: Brian McDougall (GBR), Simone Santi (ITA) |
| 2012. július 30. 11:30 (12:30) | (12–25, 16–25, 25–16, 21–25) Jegyzőkönyv |     |                 | Earls Court Exhibition Centre, London Nézőszám: 7500 Játékvezető: Brian McDougall (GBR), Simone Santi (ITA) |

| 2012. július 30. 16:45 (17:45) | Egyesült Államok (USA)                   | 3–1 | Brazília (BRA) | Earls Court Exhibition Centre, London Nézőszám: 15 000 Játékvezető: Tano Akihiko (JPN), Andrej Zenovics (RUS) |
| 2012. július 30. 16:45 (17:45) | (25–18, 25–17, 22–25, 25–21) Jegyzőkönyv |     |                | Earls Court Exhibition Centre, London Nézőszám: 15 000 Játékvezető: Tano Akihiko (JPN), Andrej Zenovics (RUS) |

| 2012. augusztus 1. 14:45 (15:45) | Szerbia (SRB)                     | 0–3 | Törökország (TUR) | Earls Court Exhibition Centre, London Nézőszám: 11 500 Játékvezető: Susana Rodriguez (ESP), Simone Santi (ITA) |
| 2012. augusztus 1. 14:45 (15:45) | (20–25, 12–25, 21–25) Jegyzőkönyv |     |                   | Earls Court Exhibition Centre, London Nézőszám: 11 500 Játékvezető: Susana Rodriguez (ESP), Simone Santi (ITA) |

| 2012. augusztus 1. 20:00 (21:00) | Egyesült Államok (USA)            | 3–0 | Kína (CHN) | Earls Court Exhibition Centre, London Nézőszám: 14 800 Játékvezető: Rolando Cholakian (ARG), Jose Mercado (PUR) |
| 2012. augusztus 1. 20:00 (21:00) | (26–24, 25–16, 31–29) Jegyzőkönyv |     |            | Earls Court Exhibition Centre, London Nézőszám: 14 800 Játékvezető: Rolando Cholakian (ARG), Jose Mercado (PUR) |

| 2012. augusztus 1. 22:00 (23:00) | Brazília (BRA)                    | 0–3 | Dél-Korea (KOR) | Earls Court Exhibition Centre, London Nézőszám: 11 000 Játékvezető: Mitchell Davidson (CAN), Mitchell Salvatore (USA) |
| 2012. augusztus 1. 22:00 (23:00) | (23–25, 21–25, 21–25) Jegyzőkönyv |     |                 | Earls Court Exhibition Centre, London Nézőszám: 11 000 Játékvezető: Mitchell Davidson (CAN), Mitchell Salvatore (USA) |

| 2012. augusztus 3. 9:30 (10:30) | Brazília (BRA)                                  | 3–2 | Kína (CHN) | Earls Court Exhibition Centre, London Nézőszám: 11 000 Játékvezető: Denny Lassi (DOM), Hóbor Béla (HUN) |
| 2012. augusztus 3. 9:30 (10:30) | (25–16, 20–25, 25–18, 28–30, 15–10) Jegyzőkönyv |     |            | Earls Court Exhibition Centre, London Nézőszám: 11 000 Játékvezető: Denny Lassi (DOM), Hóbor Béla (HUN) |

| 2012. augusztus 3. 14:45 (15:45) | Törökország (TUR)                               | 3–2 | Dél-Korea (KOR) | Earls Court Exhibition Centre, London Nézőszám: 13 500 Játékvezető: Simone Santi (ITA), Brian McDougall (GBR) |
| 2012. augusztus 3. 14:45 (15:45) | (25–16, 21–25, 25–18, 19–25, 15–12) Jegyzőkönyv |     |                 | Earls Court Exhibition Centre, London Nézőszám: 13 500 Játékvezető: Simone Santi (ITA), Brian McDougall (GBR) |

| 2012. augusztus 3. 20:00 (21:00) | Egyesült Államok (USA)            | 3–0 | Szerbia (SRB) | Earls Court Exhibition Centre, London Nézőszám: 9000 Játékvezető: Karin Zahorcova (CZE), Susana Rodriguez (ESP) |
| 2012. augusztus 3. 20:00 (21:00) | (25–17, 25–20, 25–16) Jegyzőkönyv |     |               | Earls Court Exhibition Centre, London Nézőszám: 9000 Játékvezető: Karin Zahorcova (CZE), Susana Rodriguez (ESP) |

| 2012. augusztus 5. 11:30 (12:30) | Kína (CHN)                                      | 3–2 | Dél-Korea (KOR) | Earls Court Exhibition Centre, London Nézőszám: 12 000 Játékvezető: Janpen Jirakul (THA), Frans Loderus (NED) |
| 2012. augusztus 5. 11:30 (12:30) | (28–26, 22–25, 25–19, 22–25, 15–10) Jegyzőkönyv |     |                 | Earls Court Exhibition Centre, London Nézőszám: 12 000 Játékvezető: Janpen Jirakul (THA), Frans Loderus (NED) |

| 2012. augusztus 5. 20:00 (21:00) | Egyesült Államok (USA)            | 3–0 | Törökország (TUR) | Earls Court Exhibition Centre, London Nézőszám: 12 000 Játékvezető: Susana Rodriguez (ESP), Ibrahim Al-Naama (QAT) |
| 2012. augusztus 5. 20:00 (21:00) | (27–25, 25–16, 25–19) Jegyzőkönyv |     |                   | Earls Court Exhibition Centre, London Nézőszám: 12 000 Játékvezető: Susana Rodriguez (ESP), Ibrahim Al-Naama (QAT) |

| 2012. augusztus 5. 22:00 (23:00) | Brazília (BRA)                    | 3–0 | Szerbia (SRB) | Earls Court Exhibition Centre, London Nézőszám: 8000 Játékvezető: Karin Zahorcova (CZE), Tano Akihiko (JPN) |
| 2012. augusztus 5. 22:00 (23:00) | (25–10, 25–22, 25–16) Jegyzőkönyv |     |               | Earls Court Exhibition Centre, London Nézőszám: 8000 Játékvezető: Karin Zahorcova (CZE), Tano Akihiko (JPN) |

### Egyenes kieséses szakasz
|  |              |                             |                        |                        |   |                 |                 |               |               |               |               |       |       |
|  | Negyeddöntők | Negyeddöntők                | Negyeddöntők           |                        |   | Elődöntők       | Elődöntők       | Elődöntők     |               |               | Döntő         | Döntő | Döntő |
|  | Negyeddöntők | Negyeddöntők                | Negyeddöntők           |                        |   | Elődöntők       | Elődöntők       | Elődöntők     |               |               | Döntő         | Döntő | Döntő |
|  | augusztus 7. |                             |                        |                        |   |                 |                 |               |               |               |               |       |       |
|  |              |                             |                        |                        |   |                 |                 |               |               |               |               |       |       |
|  | A1           | Oroszország (RUS)           | 2                      |                        |   |                 |                 |               |               |               |               |       |       |
|  | A1           | Oroszország (RUS)           | 2                      | augusztus 9.           |   |                 |                 |               |               |               |               |       |       |
|  | B4           | Brazília (BRA)              | 3                      |                        |   |                 |                 |               |               |               |               |       |       |
|  | B4           | Brazília (BRA)              | 3                      |                        |   | Brazília (BRA)  | Brazília (BRA)  | 3             |               |               |               |       |       |
|  | augusztus 7. |                             |                        |                        |   | Brazília (BRA)  | Brazília (BRA)  | 3             |               |               |               |       |       |
|  |              |                             | Japán (JPN)            | Japán (JPN)            | 0 |                 |                 |               |               |               |               |       |       |
|  | B2           | Kína (CHN)                  | Japán (JPN)            | Japán (JPN)            | 0 | 2               |                 |               |               |               |               |       |       |
|  | B2           | Kína (CHN)                  |                        |                        |   | 2               | augusztus 11.   |               |               |               |               |       |       |
|  | A3           | Japán (JPN)                 | 3                      |                        |   |                 |                 |               |               |               |               |       |       |
|  | A3           | Japán (JPN)                 | 3                      |                        |   | Brazília (BRA)  | Brazília (BRA)  | 3             |               |               |               |       |       |
|  | augusztus 7. |                             |                        |                        |   | Brazília (BRA)  | Brazília (BRA)  | 3             |               |               |               |       |       |
|  |              |                             | Egyesült Államok (USA) | Egyesült Államok (USA) | 1 |                 |                 |               |               |               |               |       |       |
|  | A2           | Olaszország (ITA)           | Egyesült Államok (USA) | Egyesült Államok (USA) | 1 | 1               |                 |               |               |               |               |       |       |
|  | A2           | Olaszország (ITA)           | augusztus 9.           |                        |   | 1               |                 |               |               |               |               |       |       |
|  | B3           | Dél-Korea (KOR)             | 3                      |                        |   |                 |                 |               |               |               |               |       |       |
|  | B3           | Dél-Korea (KOR)             | 3                      |                        |   | Dél-Korea (KOR) | Dél-Korea (KOR) | 0             | Bronzmérkőzés | Bronzmérkőzés | Bronzmérkőzés |       |       |
|  | augusztus 7. |                             |                        |                        |   | Dél-Korea (KOR) | Dél-Korea (KOR) | 0             | Bronzmérkőzés | Bronzmérkőzés | Bronzmérkőzés |       |       |
|  |              |                             | Egyesült Államok (USA) | Egyesült Államok (USA) | 3 |                 |                 | augusztus 11. | augusztus 11. | augusztus 11. |               |       |       |
|  | B1           | Egyesült Államok (USA)      | Egyesült Államok (USA) | Egyesült Államok (USA) | 3 | 3               |                 | augusztus 11. | augusztus 11. | augusztus 11. |               |       |       |
|  | B1           | Egyesült Államok (USA)      |                        |                        |   |                 |                 | Japán (JPN)   | Japán (JPN)   | 3             |               |       |       |
|  | A4           | Dominikai Köztársaság (DOM) | 0                      |                        |   |                 |                 | Japán (JPN)   | Japán (JPN)   | 3             |               |       |       |
|  | A4           | Dominikai Köztársaság (DOM) | 0                      |                        |   | Dél-Korea (KOR) | Dél-Korea (KOR) | 0             |               |               |               |       |       |
|  |              |                             |                        |                        |   | Dél-Korea (KOR) | Dél-Korea (KOR) | 0             |               |               |               |       |       |

#### Negyeddöntők
| 2012. augusztus 7. 13:00 (14:00) | Japán (JPN)                                     | 3–2 | Kína (CHN) | Earls Court Exhibition Centre, London Nézőszám: 12 000 Játékvezető: Susana Rodriguez (ESP), Zorica Bjelić (SRB) |
| 2012. augusztus 7. 13:00 (14:00) | (28–26, 23–25, 25–23, 23–25, 18–16) Jegyzőkönyv |     |            | Earls Court Exhibition Centre, London Nézőszám: 12 000 Játékvezető: Susana Rodriguez (ESP), Zorica Bjelić (SRB) |

| 2012. augusztus 7. 15:00 (16:00) | Oroszország (RUS)                               | 2–3 | Brazília (BRA) | Earls Court Exhibition Centre, London Nézőszám: 11 500 Játékvezető: Tano Akihiko (JPN), Ibrahim Al-Naama (QAT) |
| 2012. augusztus 7. 15:00 (16:00) | (26–24, 22–25, 25–19, 22–25, 19–21) Jegyzőkönyv |     |                | Earls Court Exhibition Centre, London Nézőszám: 11 500 Játékvezető: Tano Akihiko (JPN), Ibrahim Al-Naama (QAT) |

| 2012. augusztus 7. 19:00 (20:00) | Egyesült Államok (USA)            | 3–0 | Dominikai Köztársaság (DOM) | Earls Court Exhibition Centre, London Nézőszám: 13 000 Játékvezető: Karin Zahorcova (CZE), Jarpen Jirakakul (THA) |
| 2012. augusztus 7. 19:00 (20:00) | (25–14, 25–21, 25–22) Jegyzőkönyv |     |                             | Earls Court Exhibition Centre, London Nézőszám: 13 000 Játékvezető: Karin Zahorcova (CZE), Jarpen Jirakakul (THA) |

| 2012. augusztus 7. 21:00 (22:00) | Olaszország (ITA)                        | 1–3 | Dél-Korea (KOR) | Earls Court Exhibition Centre, London Nézőszám: 13 000 Játékvezető: Rolando Cholakian (ARG), Jose Mercado (PUR) |
| 2012. augusztus 7. 21:00 (22:00) | (25–18, 21–25, 20–25, 18–25) Jegyzőkönyv |     |                 | Earls Court Exhibition Centre, London Nézőszám: 13 000 Játékvezető: Rolando Cholakian (ARG), Jose Mercado (PUR) |

#### Elődöntők
| 2012. augusztus 9. 15:00 (16:00) | Dél-Korea (KOR)                   | 0–3 | Egyesült Államok (USA) | Earls Court Exhibition Centre, London Nézőszám: 14 000 Játékvezető: Rolando Cholakian (ARG), Brian McDougall (GBR) |
| 2012. augusztus 9. 15:00 (16:00) | (20–25, 22–25, 22–25) Jegyzőkönyv |     |                        | Earls Court Exhibition Centre, London Nézőszám: 14 000 Játékvezető: Rolando Cholakian (ARG), Brian McDougall (GBR) |

| 2012. augusztus 9. 19:30 (20:30) | Brazília (BRA)                    | 3–0 | Japán (JPN) | Earls Court Exhibition Centre, London Nézőszám: 13 500 Játékvezető: Simone Santi (ITA), Mohamed Shaaban (EGY) |
| 2012. augusztus 9. 19:30 (20:30) | (25–18, 25–15, 25–18) Jegyzőkönyv |     |             | Earls Court Exhibition Centre, London Nézőszám: 13 500 Játékvezető: Simone Santi (ITA), Mohamed Shaaban (EGY) |

#### Bronzmérkőzés
| 2012. augusztus 11. 11:30 (12:30) | Japán (JPN)                       | 3–0 | Dél-Korea (KOR) | Earls Court Exhibition Centre, London Nézőszám: 13 500 Játékvezető: Susana Rodriguez (ESP), Jose Mercado (PUR) |
| 2012. augusztus 11. 11:30 (12:30) | (25–22, 26–24, 25–21) Jegyzőkönyv |     |                 | Earls Court Exhibition Centre, London Nézőszám: 13 500 Játékvezető: Susana Rodriguez (ESP), Jose Mercado (PUR) |

#### Döntő
| 2012. augusztus 11. 18:30 (19:30) | Brazília (BRA)                           | 3–1 | Egyesült Államok (USA) | Earls Court Exhibition Centre, London Nézőszám: 13 500 Játékvezető: Andrej Zenovics (RUS), Zorica Bjelić (SRB) |
| 2012. augusztus 11. 18:30 (19:30) | (11–25, 25–17, 25–20, 25–17) Jegyzőkönyv |     |                        | Earls Court Exhibition Centre, London Nézőszám: 13 500 Játékvezető: Andrej Zenovics (RUS), Zorica Bjelić (SRB) |

| A 2012. évi nyári olimpiai játékok női röplabdatornájának olimpiai bajnoka |
| · BRAZÍLIA · 2. cím                                                        |
| -------------------------------------------------------------------------- |

### Végeredmény
A torna hivatalos végeredménye:
| Helyezés | Csapat                      |
| -------- | --------------------------- |
| Arany    | Brazília (BRA)              |
| Ezüst    | Egyesült Államok (USA)      |
| Bronz    | Japán (JPN)                 |
| 4.       | Dél-Korea (KOR)             |
| 5.       | Kína (CHN)                  |
| 5.       | Dominikai Köztársaság (DOM) |
| 5.       | Olaszország (ITA)           |
| 5.       | Oroszország (RUS)           |
| 9.       | Nagy-Britannia (GBR)        |
| 9.       | Törökország (TUR)           |
| 11.      | Algéria (ALG)               |
| 11.      | Szerbia (SRB)               |